# 古亭区
古亭区（こてい-く）は台湾台北市にかつて存在した区。現在の中正区、大安区、万華区の一部に相当する。
1922年（大正11年）の町名改正で新栄町、千歳町、児玉町、佐久間町、南門町、竜口町、馬場町、川端町、古亭町、水道町、富田町が行政区画内に設置された。1946年（民国35年）に上記地区が統合され古亭区が設置された。1990年（民国79年）に古亭区は城中区と合併し中正区と再編され、羅斯福路以東は大安区、中華路以西は万華区に編入された。